# 太田岳
太田 岳（おおた がく、1957年1月31日 - ）は、日本のCIデザイナー。
日本デザインセンター ブランドデザイン研究所 クリエイティブディレクター。

## 経歴
北海道伊達市出身。武蔵野美術大学卒業。アートセンター・カレッジ・オブ・デザイン(L.A.)卒業。CBS、S&Oコンサルタント、プリモ・アンジェリなど、ニューヨーク、サンフランシスコでCIデザイン会社数社に勤務。帰国後、日本デザインセンターに入社。

## 主なCI.VI実績
- 日本エアシステム（JAS)
- 出光興産
- 東京大学
- 東洋大学
- トンボ鉛筆
- ecute/エキュート（JR東日本）
- モビット
- 新生銀行
- 日本政策投資銀行
- 阪急電鉄
- 三井住友アセットマネジメント
- 三井住友建設
- UQコミュニケーションズ

## 受賞
- New York ADC('86)
- New York AIGA('85/'86)
- SDA賞／日本サインデザイン協会（'89/'00/'02/'05）
- CSデザイン賞（'00/'02）
- 2005年グッドデザイン賞（東京大学）
- 日本タイポグラフィ年鑑2006VIデザイン部門ベストワーク賞 (米国政府国会図書館パーマネントコレクション（永久保存）)